# Bauhinia yunnanensis
Bauhinia yunnanensis är en ärtväxtart som beskrevs av Adrien René Franchet. Bauhinia yunnanensis ingår i släktet Bauhinia och familjen ärtväxter. Inga underarter finns listade i Catalogue of Life.